# Дрвали (гміна Бельськ)
Дрвали (пол. Drwały) — село в Польщі, у гміні Бельськ Плоцького повіту Мазовецького воєводства.
Населення — 75 осіб (2011).
У 1975-1998 роках село належало до Плоцького воєводства.

## Демографія
Демографічна структура станом на 31 березня 2011 року:
|          | Загалом | Допрацездатний вік | Працездатний вік | Постпрацездатний вік |
| -------- | ------- | ------------------ | ---------------- | -------------------- |
| Чоловіки | 39      | 9                  | 26               | 4                    |
| Жінки    | 36      | 8                  | 22               | 6                    |
| Разом    | 75      | 17                 | 48               | 10                   |